# コール オブ デューティ モダン・ウォーフェア2
『コール オブ デューティ モダン・ウォーフェア2』（英語: Call of Duty: Modern Warfare 2, 略称：CoD: MW2）は、2009年に発売されたファーストパーソン・シューティングゲーム。コール オブ デューティシリーズ本編の6作目、『コール オブ デューティ4 モダン・ウォーフェア』のストーリー、登場人物、世界観を引き継いだ『モダン・ウォーフェアシリーズ』としては2作目となる。
日本国外では後述の経緯でシリーズ名を抜いた『モダン・ウォーフェア2』（Modern Warfare 2, 略称：MW2）と呼ばれることも多い。
2011年11月17日、続編の『コール オブ デューティ モダン・ウォーフェア3』が発売された。
2020年4月1日に、グラフィックやアニメーションを手直しした『コール オブ デューティ モダン・ウォーフェア 2 キャンペーン リマスタード』が発売された。2023年11月10日、『コール オブ デューティ モダン・ウォーフェアIII (2023年のゲーム)』にて16個のマルチプレイヤーマップがリメイクされた。

## 概要
今作の発元は『CoD』『CoD2』『CoD4』を開発したInfinity Ward。発売元のアクティビジョンから全世界で2009年11月10日に発売、日本ではスクウェア・エニックスより字幕と音声が日本語化された日本語版が2009年12月10日（PC版は12月23日）に発売された。
本作初発表時の名称は『Call of Duty 6』。その後『Modern Warfare 2』や『Call of Duty: Modern Warfare 2』の名称を使用。発売される普通のパッケージには『Call of Duty: Modern Warfare 2』と書かれており、コレクターバージョンでは『Modern Warfare 2』と書かれている。その理由は、『モダン・ウォーフェア2』のコミュニティマネジャーであるロバート・ボウリングによれば、『CoD4』の続編だからである。パッケージに『Call of Duty』が新たに加わった時、アクティビジョンは「ゲームが『コール オブ デューティシリーズ』につながっている事を示すため」と発表した。日本版の発売を担当するスクウェア・エニックスは『コール オブ デューティ モダン・ウォーフェア2』の名を使っている。
コール オブ デューティシリーズ初のCERO D指定（17歳以上対象）作品でもある。

## ストーリー
西暦2011年に、イムラン・ザカエフを筆頭とするロシア超国家主義派が実行したアメリカ東海岸への核攻撃計画は、ジョン・プライス大尉率いるイギリスSASとアメリカ海兵隊の合同作戦によって阻止され、ザカエフは壮大な攻防の末に抹殺された。
その戦いから5年後の2016年。ロシアではザカエフを信奉する大統領が誕生し、ロシア超国家主義派の新たな指導者となったウラジミール・R・マカロフは、ロシアの政治的不安定のすきを見て大量の軍事物資を手に入れていた。そして、ロシア国内では空港で多数の死傷者を出す銃乱射事件が発生、現場で遺体となって発見された実行犯のテロリストの内一名が軍籍を持つアメリカ人だったことから、反米感情は強まるばかりだった。アメリカは、マカロフの計画を阻止すべく、イギリスSAS、アメリカ海兵隊、Navy SEALsなど、世界中から精鋭が集められた特殊部隊「タスクフォース141（通称TF141）」を動員してマカロフを追っていた。

## 主要登場人物

### タスクフォース141（Task Force 141）
ゲイリー・サンダーソン／コードネーム：ローチ（Gary "Roach" Sanderson）
TF141側のプレイヤーキャラクターの一人。TF141所属。階級は軍曹。カザフスタンの領内に落下した衛星のモジュールを回収すべく、マクタビッシュ小隊の一員としてロシア超国家主義派と繋がりを持つロシア空軍の天山山脈基地に潜入する。ローチは、コックローチ=ゴキブリの略であるが、イギリスでのローチは鯉科の淡水魚という意味でもある。Act III「未決事項」でマカロフの情報を収集し回収地点に向かう際、迫撃砲で怪我を負うが無事辿りついた直後、シェパードに撃たれ、戦死する。
ジョニー・マクタビッシュ／コードネーム：ソープ（Johnny"Soap" MacTavish） 英語版声優：ケビン・マクキッド/日本語版声優：岡林史泰
TF141所属。イギリス陸軍第22SAS連隊の一員。階級は大尉。ローチの所属する小隊の隊長であり、ローチの訓練官。モヒカン頭が特徴。前作『CoD4』の、イギリスSAS側プレイヤーキャラクター（当時は軍曹）。5年前のロシア超国家主義派の世界テロ計画を阻止したプライス小隊の生き残りであり、前指導者イムラン・ザカエフを殺害した人物。当時の上官であるプライスの形見であり、ザカエフの射殺に使用したM1911A1をサイドアームとして所持している（実際にはプライスは戦死していない。詳しくは後述）。ちなみに、終盤のステージでは彼を操作する事になる。
Act III「敵の敵は」でシェパードに殺されそうになるが、無事に脱出する。しかし、その代償としてプライスもろとも国際テロの指名手配の濡れ衣を着せられてしまう。
Act III「エンドゲーム」でシェパードを追う際、途中で乗り換えたMH-53 ペイブロウを撃墜した後、プライスもろとも滝に落ち重傷を負うも脱出したシェパードを追い続けナイフで刺そうとしたが、重傷のせいか抵抗もできず逆に刺されてしまい撃たれそうになる。しかし駆け付けたプライスとシェパードが格闘している間に、刺されたナイフを引き抜き、投げつけて抹殺することに成功した。
なお、ソープは『CoDシリーズ』において、複数の作品にプレイヤーキャラクターとして登場する数少ない人物であり、そのようなキャラクターは現時点で『CoD:UO』『CoD3』のドイル軍曹とDS版『CoD4』『Mobilized』（日本未発売）のパーカー伍長、『CoD4』『CoD:MW3』のプライス大尉、『CoD:BO』『CoD:BO2』のメイソンをあわせて5人である。ファーストネームについては『CoD4』の頃より議論されてきたが、コミュニティーマネージャーのロバート・ボウリングがソープのファーストネームが「ジョン」であることを明かした。また、ゲーム雑誌ファミ通でも、ジョン・ソープ・マクタヴィッシュと掲載されている。
サイモン・ライリー／コードネーム：ゴースト（Simon "Ghost" Riley） 英語版声優：クレイグ・フェアブラス/日本語版声優：佐藤拓也
TF141所属。イギリス陸軍第22SAS連隊の一員。階級は中尉。ソープの部下。「ゴースト」というコードネームの名の通り、謎めいた人物であり、常にサングラスと頭蓋骨を模したバラクラバで素顔を隠している。本名はサイモン・ライリーで、国籍はイギリス。
Act III「未決事項」で情報を収集した後、回収地点に向かったがローチと同じくシェパードに撃たれ、戦死する。
『CoD:MW2』のスピンオフ漫画『Modern Warfare 2:Ghost』（国内未発売）では主人公となっている。過去にアフガン紛争に参戦、メキシコのヘロインカルテルを撲滅するためにU.S.SOCOMへ派遣されたことがあり、「ゴースト」というコードネームとバラクラバもそれに関係している。ちなみに、英語版声優は『CoD4』でギャズの声優も担当している。
ニコライ（Nikolai） 英語版声優：スヴェン・ホルムベルイ
『CoD4』にてプライス達に救出されて以降ソープ達をサポートしているエージェント。ニコライはコードネーム。元ソ連陸軍の兵士で、アフガニスタン侵攻に従軍している。
Act III「ライク・オールドタイム」でソープとプライスをシェパードの基地付近に連れて行き、Act III「エンドゲーム」で再び現れ、マカロフから逃れるためにソープとプライスを安全な所に連れていった。
ジョン・プライス（John Price） 英語版声優：ビリー・マーレイ/日本語版声優：最上嗣生
ロシアの某強制収容所で「収容者#627」として収容されている、こめかみから鼻の下へ続く口髭と後頭部のハゲがトレードマークのイギリス人で、マカロフが最も恨みを持っている人物。
その正体はソープの5年前の上官であり、ザカエフの事件で戦死したと思われていた。ソープたちと対面した時は敵兵士の首を鎖で絞めて、それを盾にしながら突っ込んで行き、ローチを殴り倒した。ソープが彼に気づいた時は彼の形見のM1911A1を渡した。その後、無事脱出しTF141に復帰する。
Act III「偶発性」でロシアの原子力潜水艦から核ミサイルをわざとアメリカ合衆国本土に向けて発射する。これは（ゴーストらには伝えていなかったが）、アメリカ上空で核爆発を起こすことでEMPを発生させ、アメリカに侵攻したロシア軍の航空機を一掃するための作戦であった。
Act III「敵の敵は」でシェパードの兵に殺されそうになるが無事、脱出に成功する。しかし、その代償としてソープもろとも国際テロの指名手配の濡れ衣を着せられてしまう。
Act III「エンドゲーム」でシェパードの搭乗したMH-53 (航空機)を撃墜するが滝に落ちてしまい、ソープが殺されそうになっているところを救い、シェパードと乱闘する。その後、迎えに来たニコライと共に重傷を負ったソープを連れてセーフハウスに連れていく。
ちなみにプライスは、転生前の姿で登場する『CoD』と『CoD2』を含め、Infinity Ward制作の『CoDシリーズ』4作品全てに登場している。
ロイス（Royce）
TF141所属。
Act I「テイクダウン」でリオデジャネイロのスラムでローチとミートとともにロハスの確保に向かうが、民兵の攻撃を受けて戦死する。ミートとともに一定の範囲までしか生存することができず、どちらかが先にやられたかで無線の内容が変わる。
ミート（Meat）
TF141所属。
Act I「テイクダウン」でリオデジャネイロのスラムでローチとロイスとともにロハスの確保に向かうが、民兵の攻撃を受けて戦死する。
ウォーム（Worm）
TF141所属。
Act II「収容者#627」でソープ達と確保したプライスとともに崩壊寸前の収容所から脱出を図る。脱出する際、爆炎を被った様に見えるが、その後の生死は不明。ちなみに、マクタビッシュがソープと呼ばれていたことは知らなかった模様。
オゾン（Ozone）
TF141所属。
Act III「未決事項」でマカロフの隠れ家を襲撃して制圧し、機密データを転送するまでローチとゴーストとスケアクロウとともに隠れ家を死守する。大抵の場合DSMのデータ転送中の銃撃戦で戦死するが、ローチが負傷するまで生存させることも可能。ミッションクリア後のブリーフィングでソープの無線に誰も応じないことからスケアクロウ共々シェパードに始末された可能性が高い。
スケアクロウ（Scarecrow）
TF141所属。
Act III「未決事項」でマカロフの隠れ家を襲撃して制圧し、機密データを転送するまでローチとゴーストとオゾンとともに隠れ家を死守する。オゾン同様ローチが負傷するまで生存させることも可能だが奇襲チーム全体が始末対象の可能性が高く、シェパードに始末されたと思われる。
アーチャー（Archer）
TF141所属。
Act III「未決事項」でギリースーツを装着し、ローチ達を高台の方からもう1人の隊員と狙撃で援護したり、逃げる車両をJavelinで破壊したりしている。その後の動向は不明だが、シェパードに始末された可能性が高い。
ルーク（Rook）
TF141所属。
Act III「敵の敵は」で脱出用のUAZ-469の操縦士を務め、ソープ達とともにニコライのC-130 ハーキュリーズに搭乗しようとした直前に銃撃を受けて戦死する。

### アメリカ陸軍第75レンジャー連隊（U.S.Army 75th Ranger Regiment）
ジョセフ・アレン（Joseph Allen） 英語版声優：トロイ・ベイカー
アメリカ軍側のプレイヤーキャラクターの一人。アメリカ陸軍第75レンジャー連隊第1大隊所属。階級は上等兵だが、日本語版では誤訳で二等兵となっている。
1994年生まれ。ニューヨーク州イサカ出身。22歳。アフガニスタンのフェニックス前線基地に配属されている。
TF141転属のテストに合格した彼は、アメリカ中央情報局（CIA）の諜報員として「アレクセイ・ボロディン（Alexei Borodin）」と名乗り、ロシア超国家主義に潜入し指導者マカロフに接近、ザカエフ空港で無差別テロに参加する。
ちなみに、ソープやプライスを含め、シリーズでは数少ない「プレイヤーキャラクターで台詞を喋る人物」である。
ジェームズ・ラミレス（James Ramirez）
アメリカ軍側のプレイヤーキャラクターの一人。アメリカ陸軍第75レンジャー連隊第1大隊所属。階級は一等兵だが、日本語版では誤訳で二等兵となっている。
ロシア軍のアメリカ本土侵攻の阻止および国民の安全を確保するため、最前線へと派遣される。
フォーリー（Foley） 英語版声優：キース・デイヴィッド
アメリカ陸軍第75レンジャー連隊第1大隊所属。階級は軍曹。
ラミレス達が所属する小隊を指揮する、冷静沈着な黒人の小隊長。アフガニスタンでは配属先のフェニックス前線基地で現地志願兵の訓練教官を担当している。
ジェイク・ダン（Jake Dunn） 英語版声優：バリー・ペッパー
アメリカ陸軍第75レンジャー連隊第1大隊所属。階級は伍長だが、日本語版では誤訳で兵長となっている。
勇猛だが、軽口やお茶目な面も多い、フォーリー小隊のムードメーカー的存在。
ウェイド（Wade）
Act II「自らの意思」およびAct III「二つ目の太陽」に登場するレンジャー隊員。階級は一等兵。UH-60 ブラックホークの墜落後、意識を取り戻したラミレスに気付きM4A1を渡すが、渡した直後にロシア軍に撃たれ戦死。
ボーン（Vaughan）
Act III「二つ目の太陽」に登場する伝令兵。レンジャー隊員。ラミレスらレンジャー隊にウイスキーホテル（ホワイトハウス）に行くよう伝え、単身で生き残りのアメリカ軍に伝令する。合言葉を知らなかったため、フォーリー達に敵と疑われる。
マーシャル（Marshall）
ホワイトハウス奪還の指揮をするレンジャー隊員。階級は大佐。ラミレス達に左翼に展開するよう命令する。
オーバーロード
アメリカ軍司令部であり、アフガニスタン・アメリカ本土でフォーリーらアメリカ軍に作戦の指示を出す。

### アメリカ国防総省（United States Department of Defense）
シェパード（Shepherd） 英語版声優：ランス・ヘンリクセン/日本語版声優：有本欽隆
TF141とアメリカ陸軍第75レンジャー連隊の両方を指揮するアメリカ陸軍の将軍。階級は、服装を見た限りでは中将（服の中央に黒い星が3つある。大将は4つ）であるが、ゲーム内で中将と述べられるシーンはなく、日本語版では大将となっている。
「ゴールドイーグル」というコードネームを持つ。Act III「未決事項」で情報収集を終えたローチとゴーストを射殺し、ソープとプライスを殺そうとしたが、失敗する。その後、アフガニスタンに身を潜めていたが、ソープとプライスが襲撃してきたため逃亡。逃亡中に乗っていたMH-53 ペイブロウが撃墜されるも生存、ソープに殺されそうになるが反撃して自分のナイフを刺し.44 Magnumで射殺しようとしたが、駆けつけてきたプライスと乱闘になり、その隙を突かれ、息を吹き返したソープに投げられたナイフが顔に命中し死亡。
ザカエフの事件ではカレド・アル=アサド捕獲作戦で投入され、核爆発で大損害を被ったアメリカ海兵隊を指揮していた（もっとも、海兵隊を指揮していたというよりカレド・アル=アサド捕獲作戦全体の指揮官であった可能性もあり（海兵隊だけでなくNESTやSEALsのチーム6も参加していた）、そのほうが陸軍のシェパードが海兵隊を指揮していたことに辻妻があう。また、『CoD4』での海兵隊サイドのプレイヤーであるジャクソンは、この作戦で戦死している）。部隊の損害を軽視して作戦を遂行する性格で、部下である兵士からの評判は悪い。しかし、一瞬で多くの部下（約3万人）を失った5年前の中東での作戦以降、彼の思考は変節し、次第に先鋭化していく。ちなみに、シェパードの身分は実際のアメリカ軍ではありえないものとなっており、『CoD:MW2』の謎のひとつとなっている。
国防長官
バンカーに退避していたため、核ミサイルに気付かなかった事に悔やみ、シェパードに全権を移譲した。

### ロシア超国家主義派（Ultranationalist）
ウラジミール・R・マカロフ（Vladimir R. Makarov） 英語版声優：ロマン・ワルシャフスキー
イムラン・ザカエフの意思を受け継いだロシア超国家主義派内で、武力闘争の続行を掲げる「インナー・サークル」の指導者。1970年10月4日生まれ。イヴァノヴォ出身。オッドアイ。アル=アサド、ザカエフ、ヴィクトルに続く『CoD4』での計画を遂行した四人のテロ組織の幹部「フォー・ホースメン」の最後の一人。かつて、ザカエフの下で「狂犬」と呼ばれた程の過激派で、冷徹な性格。ザカエフが成し得なかった野望を今こそ実現させるとの意思を掲げ、構成員の支持を得て指導者となる。しかし、実際には利益主義的にして行動しており、ザカエフが掲げていた「ロシアの改革」とはかけ離れた無差別テロや麻薬取引などに手を染めている。ソビエト連邦軍のフルンゼ軍学校を卒業後、第98親衛空挺師団の将校を務め、スペツナズに所属していたという過去を持つ。アレクセイ・ボロディンことジョセフ・アレン他数人を率いて、ザカエフ国際空港にて乱射事件を起こし、そして『COD:MW3』へと続いていく。
アレクセイ・ボロディン（Alexei Borodin）
ロシア超国家主義派に新参者のテロリスト。正体はCIAに移籍してTF141の特殊工作員となったアレンであり、ザカエフ空港乱射事件でのミッションでは、プレイヤーは彼を操作する。ロシア超国家主義派に加入早々、ザカエフ空港をターゲットにした無差別テロに参加させられるが、参加した時からアメリカ人と見破られており、「アメリカ人が無差別テロを起こした」とザカエフの信仰の強いロシアを煽るために利用される形でマカロフに空港逃走直前に射殺される。
ボリス・ワルシャフスキー（Boris Vorshevsky）
マカロフと同じ超国家主義者で、ザカエフの信奉者であるロシア現大統領。本編には直接登場しないが、次作『CoD:MW3』には登場する。

### ブラジル民間武装組織（Brazilian Militia）
アレハンドロ・ロハス（Alejandro Rojas）
「赤のアレックス」の異名を持つ武器ディーラーだが、日本語版では誤訳により「テロの実行犯」となっている。1972年11月6日生まれ。キューバ出身。ブラジルのリオデジャネイロ州を拠点にして活動し、世界中のテロ組織に武器を提供している。
Act I「テイクダウン」で空港でのテロをマカロフの仕業だという証拠を得るためにソープ達に狙われ、手下の民兵達を足止めに使いながらスラム街を逃げ回っていたが、最終的にソープ達に捕まる。ソープ達に捕まった後に、電気による拷問を受けたことで瀕死の状態となった（Act II「スズメバチの巣」のスタート直後右の壁にて確認できる。ステージ開始時点ではまだクロスヘアが赤くなるため、生存していることがわかる。射殺することも可能）。
ファウスト（Faust）
ロハスの右腕として活動しているスキンヘッドの黒人男性。
Act I「テイクダウン」にて、アジトに訪れた民兵達を口論の末に射殺し、ローチ達が乗っていた車にも発砲（この時運転手が被弾して死亡）、そのまま銃を乱射しながら逃走するが、路地裏でローチが放った銃弾が足に命中し、行動不能となる。その後ゴースト達に電気を使った拷問を受けるが、内容とその後は不明。

## シングルプレイ ステージ

### 第1章（Act I）
S.S.D.D.いつもの戦場 （S.S.D.D.） アフガニスタン・フェニックス前線基地 1日目 1530時
アフガニスタンに軍事介入しているアメリカ軍の基地。シェパード将軍は、マカロフの野望を阻止すべく結成されたTF141の戦力となる人材を探していた。現地志願兵の訓練官を担当しているフォーリー軍曹は、この要求にアレン上等兵を含む数名の選抜兵士を基地の訓練施設を使った採用トライアルに参加させる。
S.S.D.Dとは"Same Shit Different Day"の略であり、「日が変わろうとクソはクソ」という意味を成す。
チームプレイヤー （Team Player） アフガニスタン・レッドゾーン
アフガニスタンの民兵に進軍ルートを破壊され、立ち往生している部隊を援護すべくアレン達は現場へ急行する。
クリフハンガー （Cliffhanger） カザフスタン・天山山脈 2日目 0735時
アフガニスタンでの採用トライアルと、実戦での評価を受けてアレン上等兵はTF141に抜擢され、CIAの諜報員として新たな活動をすることになった。
アレンがシェパードから説明を受けている頃、カザフスタンの極寒の山脈ではTF141の一員として活動しているイギリスSASのマクタビッシュ大尉（ソープ）とサンダーソン軍曹（ローチ）が、ロシア空軍が確保しているアメリカ軍のACSモジュール（人工衛星の姿勢制御装置）を奪還すべく潜入を開始する。
ロシア語厳禁 （No Russian） ロシア・モスクワ ザカエフ国際空港 3日目 0840時
シェパードは、マカロフの元に「アレクセイ・ボロディン」という偽名と偽装身分を与えたアレンを送り込んだ。マカロフと同行することに成功したアレンは、マカロフ達と共に「イムラン・ザカエフ」の名前を冠するザカエフ国際空港へのテロに参加する。次々と民間人を殺害していく中、ロシア連邦保安庁が事態を収拾するため、国際空港に出動する。
この国際空港は、シェレメーチエヴォ国際空港をモデルとしている。（英語版の場合）テロリストが話す言語はすべて英語であり、操作キャラであるアレン以外は手袋をしている。
このミッションについては、プレイするかどうか選択することができる。なお、日本語版・ドイツ語版では一般市民を殺した場合はゲームオーバーとなる。ロシア語版は、このミッション自体が存在しない。
テイクダウン （Takedown） ブラジル・リオデジャネイロ市 4日目 1508時
既にアレンの正体を見破っていたマカロフは、脱出寸前にアレンを射殺し「民間人虐殺テロの実行犯にアメリカ人がいる」という状況を作り出した。そして、マカロフの思惑通りロシア国内の反米感情は爆発的に高まった。アレンは犠牲となったが、テロ現場に残された薬莢の分析により、ブラジルのリオデジャネイロで活動している武器ディーラーで「赤のアレックス」の異名を持つアレハンドロ・ロハスの関与が判明した。シェパードはロハスを確保し、マカロフの情報を引き出すべくソープ達をリオデジャネイロに送り込む。

### 第2章（Act II）
バーガータウン （Wolverines!） アメリカ・バージニア州北東部 4日目 1745時
前日の空港テロで反米感情が爆発したロシアは、軍事的報復を決断。ロシア軍によって米軍の衛星網は機能不全に陥り、SOSUSとPAVE PAWSも無効化され、アメリカ本土は完全な奇襲を受けることになった。
アメリカとロシアの大国同士の全面戦争が勃発し、ロシア軍の輸送機から次々とロシア兵が空挺降下してくる。情報が錯綜し、十分な支援も受けられぬ中、ラミレス一等兵もロシア軍の迎撃に向かう。
スズメバチの巣 （The Hornet's Nest） ブラジル・リオデジャネイロ市海抜1700フィート 4日目 1619時
アメリカ軍がロシア軍の侵攻を感知できなかったのは、回収したはずのACSモジュールが既にロシア軍によって解析されていたためだった（軌道の混乱により全く見当違いな位置に多数の未確認機が確認されている）。
リオのファヴェーラにてロハスの確保に成功したローチ達は、マカロフの情報をロハスに求めたが、ロハスが口にしたのは「ロシアの収容所にマカロフが最も憎んでいる男が収容されている」だけであった。ソープはその男を利用することを提案し、民兵に包囲された小隊は、ソープが呼んだ「協力者」の支援でファヴェーラからの脱出を図る。
エクソダス （Exodus） アメリカ・バージニア州北東部 4日目 1851時
ロシア軍の電撃的な侵攻によりCIA本部、キャンプ・デービッド、ペンタゴンなどのアメリカの主要政府機関も破壊され戦局は悪化していく。
そんな中、プリンスジョージ郡の住宅街から逃げ遅れた民間人の安全な避難路を確保すべく、ラミレス達にストライカー装甲車と共にロシア軍の足止めと、避難ヘリを攻撃する対空砲の破壊が命じられる。
オンリー・イージー・デイ （The Only Easy Day... Was Yesterday） ロシア・ヴィホレフカ 第36石油プラットフォーム 5日目 0548時
無事リオデジャネイロから脱出できたローチ達は、地対空ミサイルの発射拠点にされているロシアの石油基地の制圧と、人質となっている作業員の救出をシェパードから命令される。ソープは、初めはこの作戦を否定的に見ていたが、マカロフが最も恨む男「収容者#627」に繋がる情報も入手できる可能性もあると見て命令を承諾、潜水艦より出撃する。
収容者#627 （The Gulag） ロシア・ペトロパブロフスク東40マイル 5日目 0742時
収容者#627が収容されている矯正収容所の場所を特定したTF141は、収容者#627を確保すべく大規模な奇襲攻撃を展開した。「部下の犠牲を軽視する」シェパードの危険な攻撃命令に度々悩まされつつ、ローチ達は収容者#627の収容区画へと向かう。
自らの意思 （Of Their Own Accord） アメリカ・ワシントンD.C. 5日目 1835時
アメリカ本土各地に降下したロシア軍は、アメリカの首都ワシントンD.C.郊外の高原地域にも降下し、郊外からの迫撃砲の集中運用とヘリコプター部隊による浸透作戦によって市街地は廃墟となり、ホワイトハウスも陥落する。一方のアメリカ軍は、市民の避難を優先させているため反転攻勢に出ることができず苦戦する。ワシントンモニュメント東の退避地点への攻撃も増してきたことで、ラミレス達は時間稼ぎのために劣勢の中、商務省ビルへの突入支援へ向かう。
ミッション中に聞ける無線音声によれば、ロシア軍は周辺地域の空港を制圧、輸送機および戦車部隊（T-72）を着陸させ、ワシントンD.C.北東から大規模な装甲部隊、ホワイトハウスから真北に空挺部隊および機械化歩兵師団を降下させている。これにより米軍は東と西で分断され、最北端の戦線がローガンサークルパークと、包囲戦の結果かなり苦戦している様子。ホワイトハウスの陥落によってワシントンモニュメント近くまで敵機甲師団が浸透していることも確認できる。

### 第3章（Act III）
偶発性 （Contingency） ロシア・ペトロパブロフスク南南東14マイル 5日目 1122時
収容者#627の正体は、ソープのかつての上官であり、5年前のザカエフの事件で戦死したと思われていたプライス大尉であった。帰還後軍籍に戻り、TF141の一員となったプライスは、早速作戦案で使用する写真をシェパードに提出した。ロシアの原子力潜水艦、それに搭載されている核ミサイル。シェパードはその写真を見てプライスの常軌を逸脱した作戦案を拒否するが、プライスはシェパードとの回線を切り、独断で作戦を実行に移す。
二つ目の太陽 （Second Sun） アメリカ・ワシントンD.C. 5日目 1857時
ロシア軍の戦略原潜からアメリカに向けて核ミサイルを発射したプライスに、ゴーストは驚愕する。そして、プライスの思惑通り、アメリカ東海岸上空の大気圏外で爆発した核ミサイルが発したEMPの影響で、付近のロシア軍のヘリコプターは雨のように墜落し、電子機器を使用するあらゆるもの（街灯から銃のスコープまでも）が機能停止した。
国防長官は、核ミサイル攻撃を警告するシェパードの声を無視していたことをシェパードに詫び、彼に全軍指揮権を与えた。
また、この時の爆発でISSは粉砕されてしまう（この時、一時的ではあるが船外活動中の宇宙飛行士がプレイヤーキャラとなる）。
ウィスキーホテル （Whiskey Hotel） アメリカ・ワシントンD.C. 5日目 1928時
ラミレス達はEMPを受けても電力が生きているウィスキーホテル（NATOフォネティックコードでWH=ホワイトハウス）を奪還するよう口頭で伝令を受け、突入を開始する。しかし、失敗した場合は市街地を更地にする米空軍による大規模爆撃「Hammer Down」が行われるという特殊通信が流れ、対象の奪還を急ぐ。
未決事項 （Loose Ends） グルジア-ロシア辺境 6日目 1536時
マカロフ達の2つある隠れ家を発見したシェパードは、マカロフを抹殺すべくアフガニスタンの隠れ家にプライスとソープ、ロシアとグルジアの国境付近にある隠れ家にローチとゴーストを主力とする部隊を送り込む。ローチ達が侵入した側にはマカロフの組織の全容と作戦計画書が収められた端末を発見。機密を持ち帰るためにデータ転送を開始する。
敵の敵は （The Enemy of My Enemy） アフガニスタン・カンダハール南西160マイル U.S.第437車両処理場 6日目 1603時
TF141をマカロフの情報収集に利用していたシェパードは、用済みとなったTF141の始末を図り、マカロフの情報を持ち帰ってきたローチとゴーストを自らの手で殺害するが、アフガニスタンに向かっていたプライスとソープの殺害には失敗する。アフガニスタンでシェパード配下の部隊である「シャドー・カンパニー（Shadow Company）」とマカロフのロシア超国家主義派の戦闘が激化する中、プライスは、「敵の敵は味方」であるマカロフに無線でシェパードの情報を聞き出す事を、ソープは戦場の突破を試みる。
ライク・オールドタイム （Just Like Old Times） アフガニスタン サイト・ホテル・ブラボー 7日目 1732時
シェパードの差し金により、プライスとソープは国際テロの首謀者として最重要指名手配にされてしまう。マカロフからシェパードの居場所の情報を得たものの、その情報が本当かどうかも分からず、十分な装備も増援も存在しない中、唯一の協力者はニコライのみであった。ニコライを脱出地点に向かわせたプライスは、ソープを引き連れてシェパードを抹殺すべく敵中突破を開始する。
エンドゲーム （Endgame） アフガニスタン サイト・ホテル・ブラボー 7日目 1810時
ボートで逃亡するシェパードを発見したソープ達は、同じくボートで追跡し、シェパードが途中で搭乗したMH-53 ペイブロウをプライスが撃墜するも、川の流れに押され崖下に転落する。重傷を負いながらも意識を取り戻したソープはシェパードを探し、そして、追い詰めたシェパードの口からこのような行動を起こした理由が述べられる。
ミュージアム （Museum） アメリカ・カリフォルニア エンシノ Modern Warfare 2展覧会
すべてのステージをクリアした後に選択できるボーナスステージ。博物館を模したステージで、各ステージをモチーフにしたブースごとに登場人物・武器・兵器などが展示されている。あることをすると展示されている登場人物が動き出し、一斉にプレイヤーを攻撃してくる。なお、ここで展示されている登場人物は殺害可能で（ただし、日本語版では作業員の殺害は不可）、武器も展示棚で展示されているものとは異なるアタッチメントが装備されている。

## マルチプレイ
『CoD4』や『CoD:WaW』のように、「パーク」やアタッチメント、経験値を稼ぐことによるレベルアップ、支援攻撃などが存在する。
今作ではパーク機能が大幅に強化されており、前作から引き継がれたものは一部カテゴリの配置が見直され（廃止されたパークも存在する）、新規で追加されたパークと組み合わせて戦法に大きな特色を持たせている。全てのパークは使い込むことで「〜プロ」と呼ばれるものに変化し、更なる性能強化を図ることができる。
支援攻撃は、何キルしたらどの支援攻撃を発動するか、を複数の中から選択する事が可能となっている。中でもAC-130は、前作『CoD4』の一ミッションである「空からの死」さながらに画面を通して空爆を行う事が可能である。
その他にも支援物資の投下や、ステルス機による絨毯爆撃、究極の支援攻撃として戦術核の使用など、前作よりもさらに多彩かつ派手な物となっている。
他にもキャプチャー・ザ・フラッグやサードパーソン視点でのプレイなど多くのプレイモードが追加され、投げナイフや、設置した場所で復活可能なマーカー、爆破ダメージを軽減するチェストプレートなど装備も多数追加されている。

### スペシャル・オプス
今作には、通常のキャンペーンモードの協力対戦機能が実装されない代わりに、スペシャル・オプス（Special Ops）と呼ばれる独自の協力プレイモードが実装された。
最大人数は2人で（3人以上の場合、MAPの大きさ上、プレイが窮屈になると開発者が語っている）、前作のエピローグエピソードである「マイルハイクラブ」の様なマップを集めた協力対戦に特化したモードとなっている。
マルチプレイ的にはサブモードながら、通常のキャンペーン並みのプレイ時間が用意され、キャンペーンとはまた違ったプレイを楽しめる。
二分割画面、またはオンラインでプレイが可能である。
前出のボウリングは、今作で追求キャンペーン独特の映画的な体験、また、プレイヤーのペースを壊さないため別にコープ用のモードを作ったと発言している。

## 音楽
『CoDシリーズ』では、映画音楽の作曲家を起用する傾向にあり、本作ではドイツの作曲家ハンス・ジマーがテーマ曲を作った（サウンドトラックはローン・バルフが担当した）。彼にとって、ビデオゲームの作曲はこれが初めてだという。なお、『CoD4』の音楽を担当したハリー・グレッグソン＝ウィリアムズは、ハンス・ジマーの作曲家グループに所属している知人である。

## 反応

### 表彰

#### 2009年
- ゴールデンジョイスティックアワード 2009
  - 受賞：「ShortList One to Watch」[22]
- Spike Video Game Awards 2009
  - 受賞：「ベストシューター」、「ベストマルチプレイゲーム」[23]
  - ノミネート：「ゲーム・オブ・ザ・イヤー」（大賞）、「ベスト音楽」、「ベストグラフィック」[23]

#### 2010年
- 視覚効果協会賞
  - 受賞：「Outstanding Real-Time Visual Effects in a Video Game」[24]
- Interactive Achievement Awards
  - 受賞：「Outstanding Achievement in Online Gameplay」、「Action Game of the Year」[25]
  - ノミネート：「Game of the Year」（大賞）、「Outstanding Achievement in Animation」、「Outstanding Achievement in Art Direction」、「Outstanding Achievement in Game Design」、「Outstanding Achievement in Original Music Composition」、「Outstanding Achievement in Sound Design」、「Outstanding Achievement in Visual Engineering」[25]
- ゲーム・デベロッパーズ・チョイス・アワード
  - ノミネート：「Best Technology」、「Best Visual Arts」[26]
- ゴールデンジョイスティックアワード
  - 受賞：「Shooter of the Year, in association with ITN Game On」[27]
  - ノミネート：「Ultimate Game of the Year, in association with GamesMaster」（大賞）、「Soundtrack of the Year, in association with Metal Hammer」[28]
- 日本ゲーム大賞
  - 受賞：「グローバル賞 海外作品部門」[29]
- 英国アカデミー賞ゲーム部門
  - 受賞：GAME Award of 2009[30]
  - ノミネート：「Best Game」（大賞）、「Action」、「Artistic Achievement」、「Use of Audio」、「Gameplay」、「Use of Online」、「Multiplayer」、「Original Score」（ローン・バルフ、ハンス・ジマー）[31]

### 売上
アメリカ・カナダ・イギリスの3ヶ国だけで発売後24時間の売り上げが470万本、売上額は3億1,000万ドル（約280億円）に達した。

### 日本における問題点
- 日本語版は多くの台詞に翻訳ミスが存在する。一例を挙げるならば、空港でマカロフが他のテロリストに言う台詞が英語版では「Remember - no Russian.」（いいか、ロシア語は使うな）となっているが、日本語版では「殺せ、ロシア人だ」と誤訳されている。これは、ロシア人テロリストらが米国の犯行に見せかけるため、正体を隠すよう「ロシア語で喋るな」という意味で言った。しかし、日本語版では「ロシア人を一人も生かすな」という意味で翻訳されている。また、この誤訳は日本国外のゲーム情報サイトでもニュースとして取り上げられた[32][33]。
  - このミッションがマカロフ一味による『空港の民間人を虐殺し、それをアメリカの仕業に偽装する』ものだが、日本語版とドイツ語版では『民間人を殺傷するとゲームオーバー』という、ストーリーの流れに反する形に改変されている。また、ロシア語版はステージ自体がカットされている。詳細はNo Russianにて。
  - なお、日本語版は「日本語吹替の音声」しか収録されておらず、英語音声に切り替えることはできない。それを理由に（前述の誤訳もあって）日本語版の購入予約がキャンセルされた小売店も存在する[34]。これらの経緯により、『コール オブ デューティ ブラックオプス』からは吹き替え版と原語版の両方が発売されている。
  - 2020年4月1日よりリリースされたキャンペーンモードのリメイク版である『コール オブ デューティ モダン・ウォーフェア2 キャンペーン リマスタード』では問題となっていた誤訳は音声の再録も含めて修正された[35]。但し、「No Russian」の『民間人を殺傷するとゲームオーバー』はそのままとなっている。音声の変更はゲーム上からは出来ないが、本体の言語設定を変えると音声も変わる。
- 日本においては、国外向けに販売されたPC版（北米・欧州・アジア・オーストラリア版）が、正規品にもかかわらずSteamの認証で弾かれ、プレイできない問題も発生した。
  - 「Steamの認証が必須」であることと、「日本国内ではプレイできない」ことは発売前からアナウンスされておらず、また輸入代理店側も何も知らされないまま発売したため大混乱に陥ってしまい、対応に追われることとなった。これについて、日本でPC版も含めたローカライズの権限を持っているスクウェア・エニックスの代表・和田洋一は2010年6月25日にTwitter上で「Steamのリージョンブロックをできる権限はない」と発言している[36]。

## 備考
- 前作のマルチプレイは、PC版とコンシューマ版に明確な違い（通信方式・対戦人数など）が存在したが、今作はPC版の仕様のほとんどがコンシューマに準拠している。コンシューマではさほど問題とならなかった「個人でサーバーを立てられない、また、自分でサーバーを選べない」「通信方式がP2P」「カスタムマップやMODは使用できない」「リプレイモードが存在しない」などの仕様となった。
- 北米では、ゲーム発売日と同時に壽屋が製造するマクタビッシュ大尉のフィギュアが発売された[37]。
- プライマリ武器であるレミントンACRは、本来登場の予定はなかったが、レミントン社からの熱烈なマーケティングによって急遽登場が決定したという。
- 本作が発売された後、Infinity Wardとアクティビジョンの間で報酬に関するトラブルが起こり、IW側の開発者が次々と退社する騒動になり、IW製としては本作限りで事実上最後のCoD:MWと噂されていたが、2010年11月、アクティビジョンの過半数株式保有者であるヴィヴェンディ社のジャン＝ベルナール・レヴィCEOが「我々はInfinity Wardを再建しました。このように再建をすることができとても嬉しく感じています。」とフィナンシャル・タイムズに語り、開発中とされる『CoD:MW3』の発売の可能性が出てきたことが分かり、2011年11月に発売予定であった（2011年11月に発売）[38]。離脱したメンバーはRespawnを設立し、再びEAと組むこととなった。
- 2011年初頭にPS3の認証に関する部分が解析され、カスタムファームウェアが出回り始めたため、前作『CoD4』および本作のPS3版ではこれまで以上のチートや不正行為が横行している（ありえないプレイ時間や、殺害数、勝利数など）。このようなことが続けばサーバーを閉鎖することも考えるアクティビジョンは話している。これは、Treyarchが開発している『CoD:BO』でも同様であるとのこと[39]。ちなみにPSNの仕様により「ネットワークサービスを停止することがあります」とパッケージにあるように、ゲームサーバは各デベロッパやバプリッシャが用意する必要がある。Xbox 360の方では1月19日のアップデートにて違法コピーなど海賊版そのものが認証できなくなるアップデートが行われている。
- PSN個人情報漏洩がソニーから発表された直後から、PSNのサーバー停止に伴い多くのプレイヤーがPS3版からXbox 360版に移ったため、Xbox Liveのアカウント作成ができなくなるなどのトラブルがあった。また、マルチプレイモードでのフィッシング詐欺も現れている。

## 関連作品

### コール オブ デューティ モダン・ウォーフェア 2 キャンペーン リマスタード
2020年（令和2年）4月1日に、『コール オブ デューティ モダン・ウォーフェア 2 キャンペーン リマスタード』（英: Call of Duty: Modern Warfare 2 Campaign Remastered, 略称：CoD:MW2R）が発売された。対応機種はMicrosoft Windows、PlayStation 4、Xbox One。
『コール オブ デューティ モダン・ウォーフェア2』のキャンペーンモードをリマスターした作品。マルチプレイやスペシャル・オプスは含まず、価格は2189円と割安になっている。なおロシアではSIEが自主的に販売を取り下げている。